# Różynka
Różynka (deutsch Rosengarth) ist ein Ort in der polnischen Woiwodschaft Ermland-Masuren. Er gehört zur Landgemeinde Świątki (Heiligenthal) im Powiat Olsztyński (Kreis Allenstein).

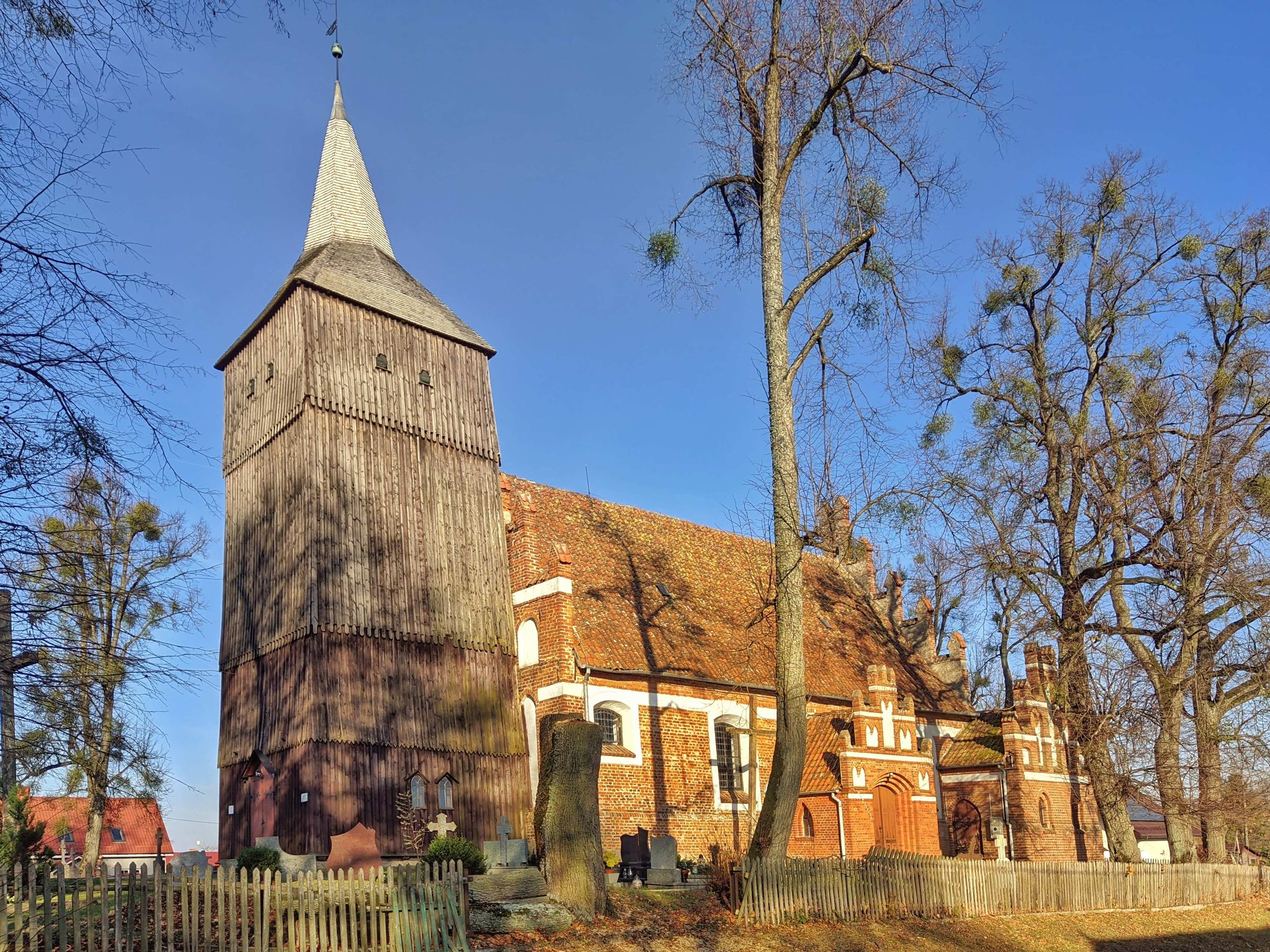
Die St.-Matthäus-Kirche in Różynka

## Geographische Lage
Różynka liegt in der nordwestlichen Woiwodschaft Ermland-Masuren, 30 Kilometer südwestlich der früheren Kreisstadt Heilsberg (polnisch Lidzbark Warmiński) bzw. 17 Kilometer nordwestlich der heutigen Kreismetropole und Woiwodschaftshauptstadt Olsztyn (deutsch Allenstein).

## Geschichte
Das alte Kirchdorf Rosengart, erst nach 1820 war die offizielle Schreibweise Rosengarth, kam 1874 als eine Landgemeinde zum neu errichteten Amtsbezirk Queetz (polnisch Kwiecewo) im ostpreußischen Kreis Heilsberg, Regierungsbezirk Königsberg.
783 Einwohner waren im Jahre 1910 in Rosengarth gemeldet. Ihre Zahl stieg bis 1933 auf 808 und belief sich im Jahre 1939 auf 776.
In Kriegsfolge wurde 1945 das gesamte südliche Ostpreußen an Polen abgetreten. Rosengarth erhielt die polnische Namensform „Różynka“ und ist heute eine Ortschaft im Verbund der Gmina Świątki (Landgemeinde Heiligenthal) im Powiat Olsztyński (Kreis Allenstein), von 1975 bis 1998 der Woiwodschaft Olsztyn, seither der Woiwodschaft Ermland-Masuren zugehörig. Im Jahre 2021 zählte Różynka 246 Einwohner.

## Religion
Die Grundmauern der ersten Kirche in Rosengart wurden wohl bereits im 14. Jahrhundert gesetzt. Im Jahre 1604 wurde die bis heute erhaltene und römisch-katholische St.-Matthäus-Kirche in Backsteinbauweise errichtet und vom ermländischen Bischof Simon Rudnicki geweiht. Der Kirchturm in Holzbauweise stammt aus dem 18. Jahrhundert, sein Dach aber erst – nach einem Brand – von 1935. Chor, Sakristei und Vorhalle wurden 1912 angebaut.
Der Hochaltar und die Kanzel wurden von Carl Biereichel d.J. gefertigt, die Seitenaltäre stammen von 1685 bzw. 1715.
Die Pfarrei Różynka gehört zum Erzbistum Ermland.
Rosengarth war bis 1945 auch in die evangelische Kirche Guttstadt (polnisch Dobre Miasto) in der Kirchenprovinz Ostpreußen der Kirche der Altpreußischen Union eingepfarrt. Heute ist Różynka der Diözese Masuren der Evangelisch-Augsburgischen Kirche in Polen zugeordnet.

## Verkehr
Różynka liegt an einer Nebenstraße, die bei Kwiecewo (Queetz) von der Woiwodschaftsstraße 530 abzweigt und bis nach Łomy (Steinberg) verläuft. Von der DW 530 zweigt auch bei Jankowo (Ankendorf) eine Nebenstraße ab, die über Różanka-Leśniczówka direkt nach Różynka führt. Außerdem endet eine von Dywity (Diwitten) über Bukwałd (Groß Buchwald) kommende Straße in Różynka.
Bukwałd ist auch die nächste Bahnstation. Sie liegt an der Bahnstrecke Olsztyn Gutkowo–Braniewo.